# Psychotria mirandae
Psychotria mirandae är en måreväxtart som beskrevs av Clement W. Hamilton. Psychotria mirandae ingår i släktet Psychotria och familjen måreväxter. Inga underarter finns listade i Catalogue of Life.